# Aeroportul Perito Moreno
Aeroportul Perito Moreno (IATA: PMQ, ICAO: SAWP) este un aeroport din Provincia Santa Cruz, Argentina ce deservește zona Perito Moreno⁠(d). Aeroportul a fost tranzitat în martie 2021 de 0 pasageri. A fost numit după zona deservită.
Situat la o altitudine de 429 m, aeroportul dispune de o singură pistă.